# Déversoir de Bonnet Carré

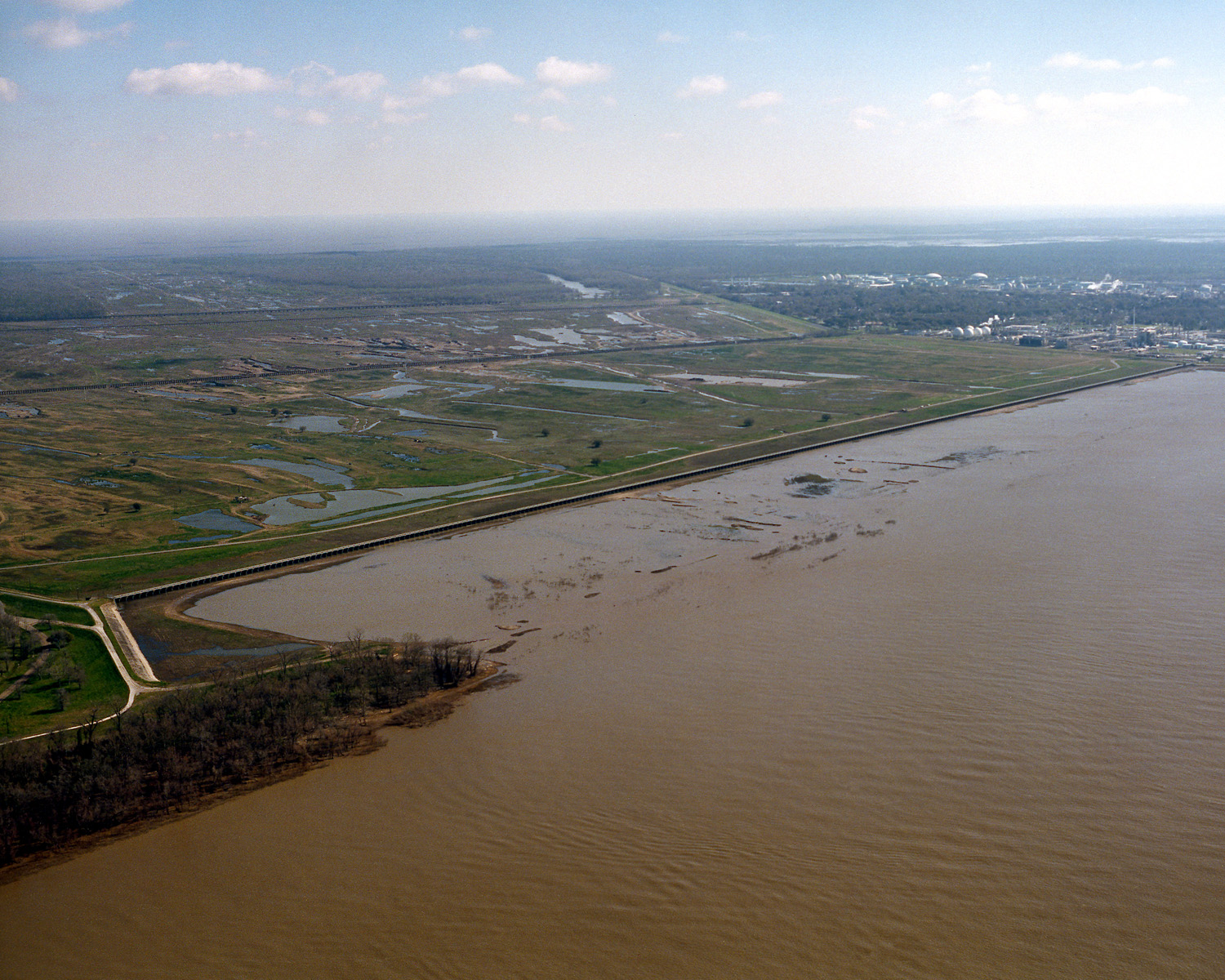
Partie ouest du déversoir de Bonnet Carré avec la barrière de déversement au centre, le fleuve Mississippi au premier-plan et la zone consacrée puis le lac Pontchartrain en arrière-plan.

Le déversoir de Bonnet Carré est une structure de régulation des eaux créée en réponse à la crue du Mississippi de 1927.
Située dans la paroisse de Saint-Charles, à l'ouest de La Nouvelle-Orléans en Louisiane, il est constitué de deux parties : l'une à l'ouest permettant de dévier de l'eau du cours du fleuve Mississippi, et l'autre à l'est permettant l'incorporation de cette eau dans le lac Pontchartrain. Entre les deux se trouve une zone inconstructible destinée à être submergée dans le processus de répartition d'eau.
La partie ouest fonctionne sous la forme de seuils à débordement mécaniquement contrôlés. Entre 1937 et 2011, le déversoir de Bonnet Carré a été ouvert une dizaine de fois.
L'Interstate 10 traverse le déversoir Bonnet Carré côté est via un pont à tréteaux dont la longueur totale est d'un peu moins de 18 kilomètres, ce qui en fait l'un des ponts les plus longs au monde. Plus au centre du déversoir, c'est la Airline Highway (en) qui le traverse.
Le déversoir de Bonnet Carré a servi de lieu de tournage pour le film Les Âmes vagabondes (2013) ou la série télévisée True Detective (saison 1, 2013) par exemple.

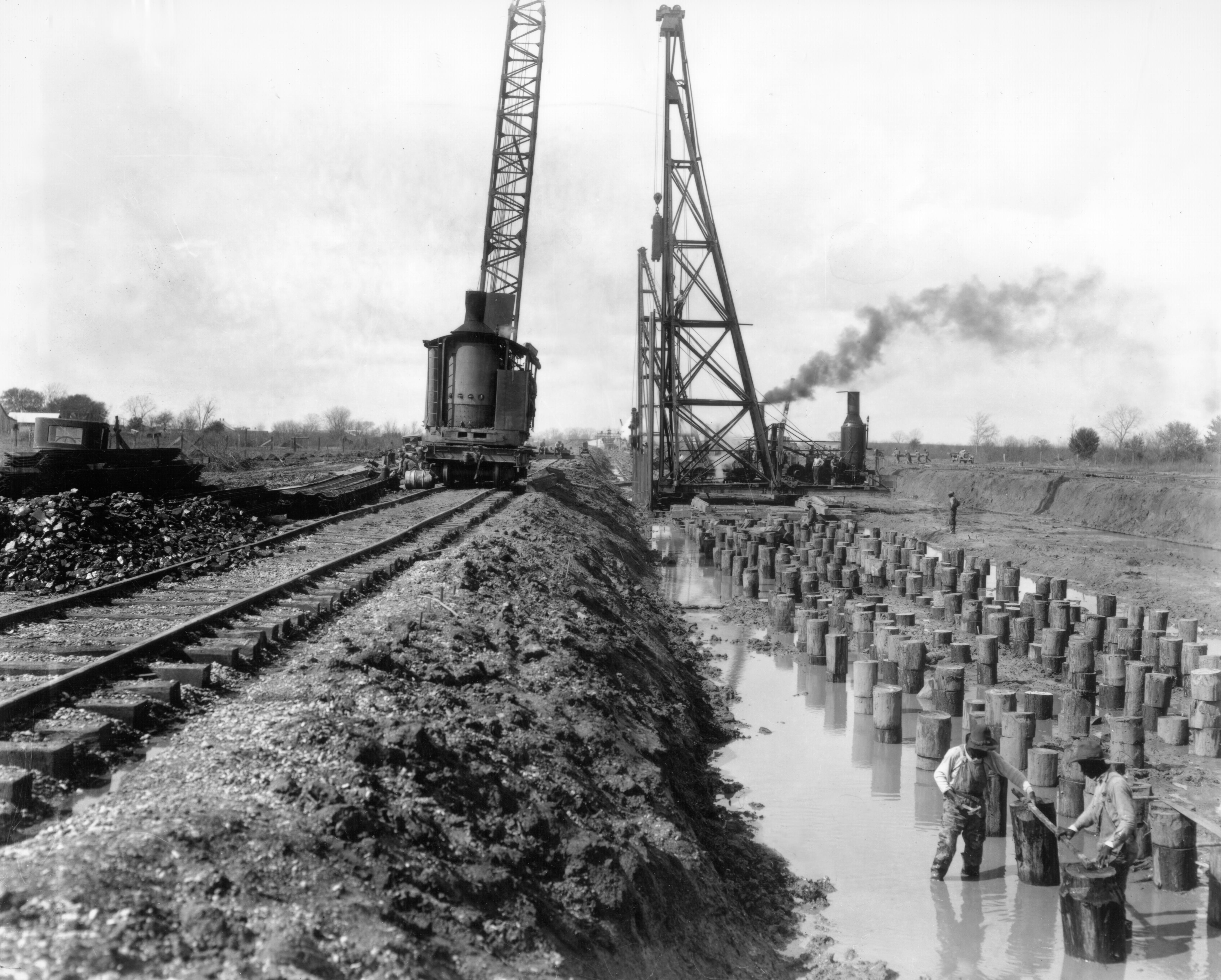
Construction des fondations en bois en 1927.
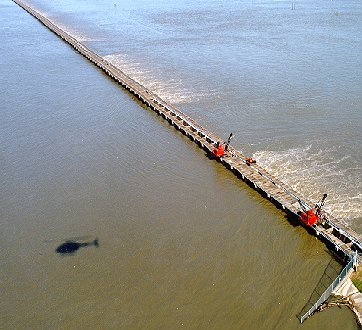
Déversoir de Bonnet Carré activée en 1997.
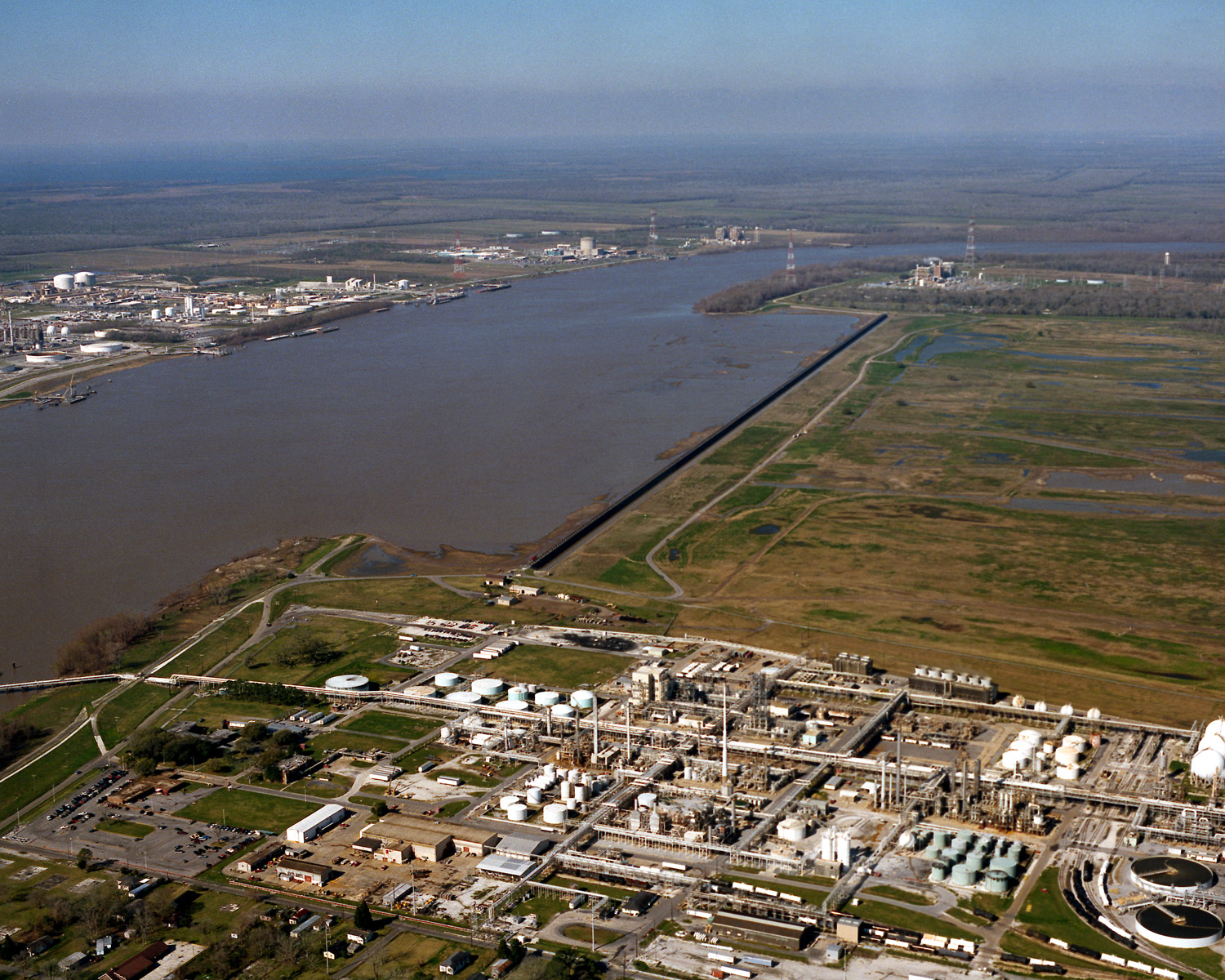
Partie ouest du déversoir.
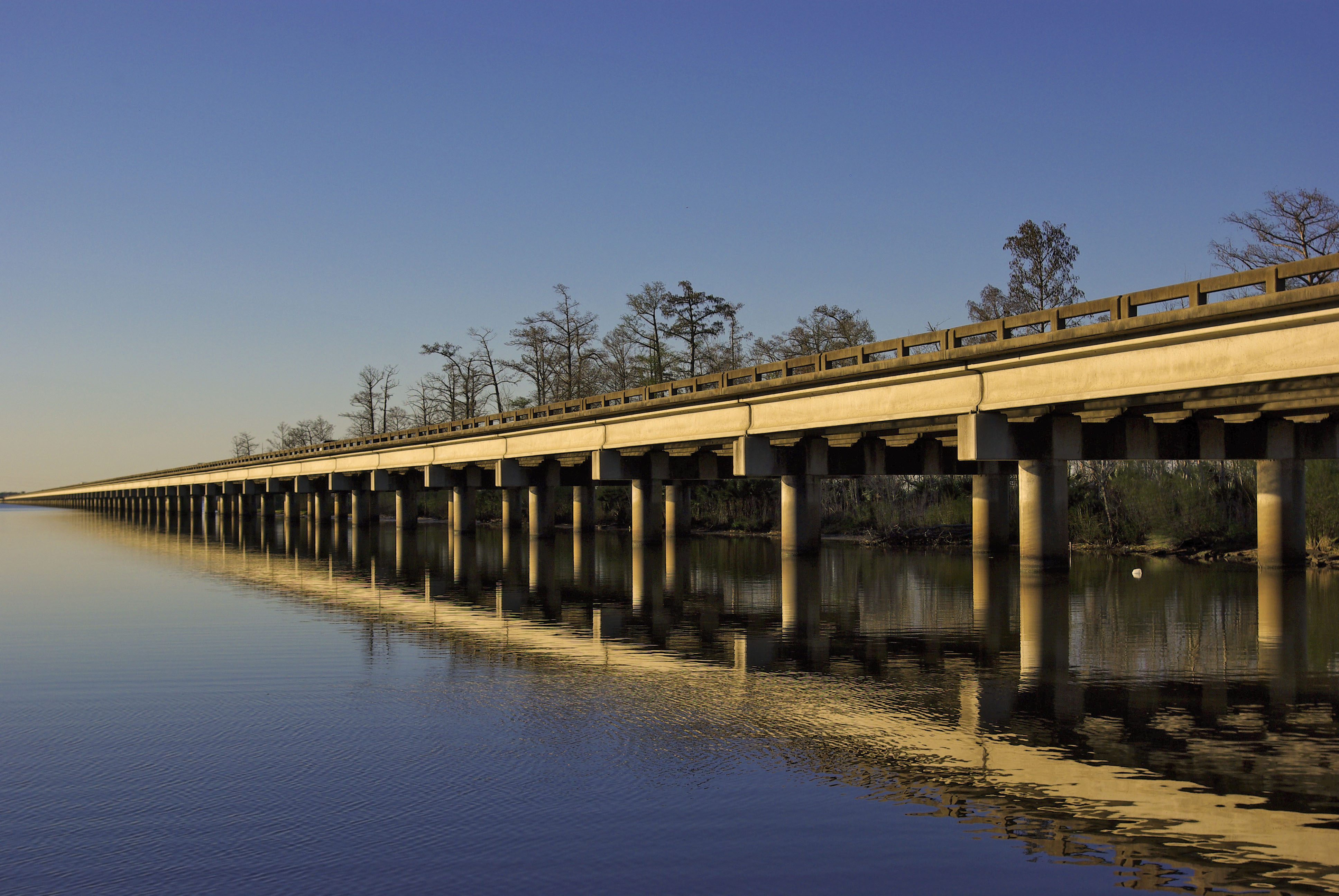
L'Interstate 10 au-dessus du chenal.